# Adventfjorden

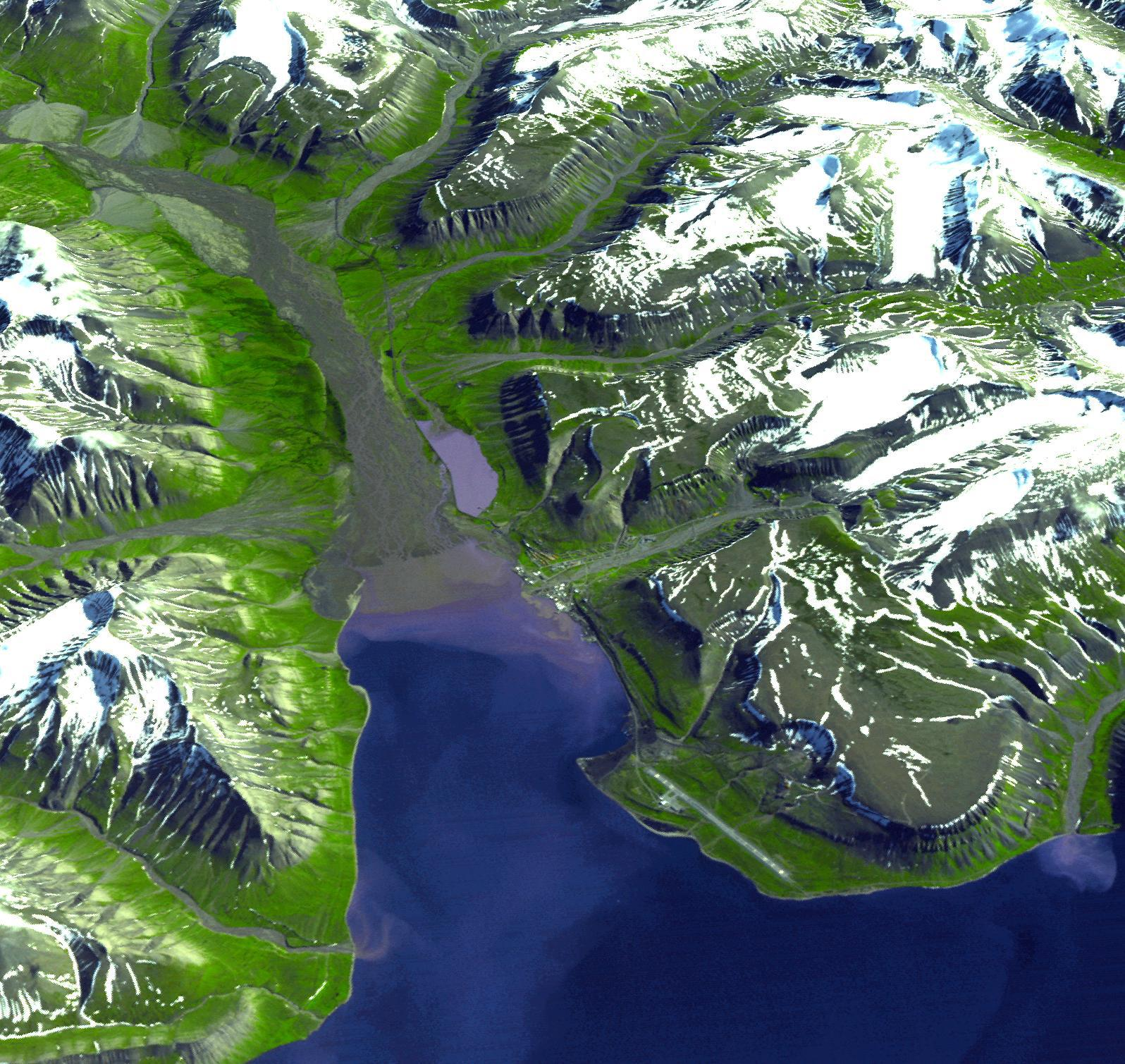
Adventdalen och Adventfjorden med utloppet i Isfjorden, med Svalbards flygplats nederst till höger

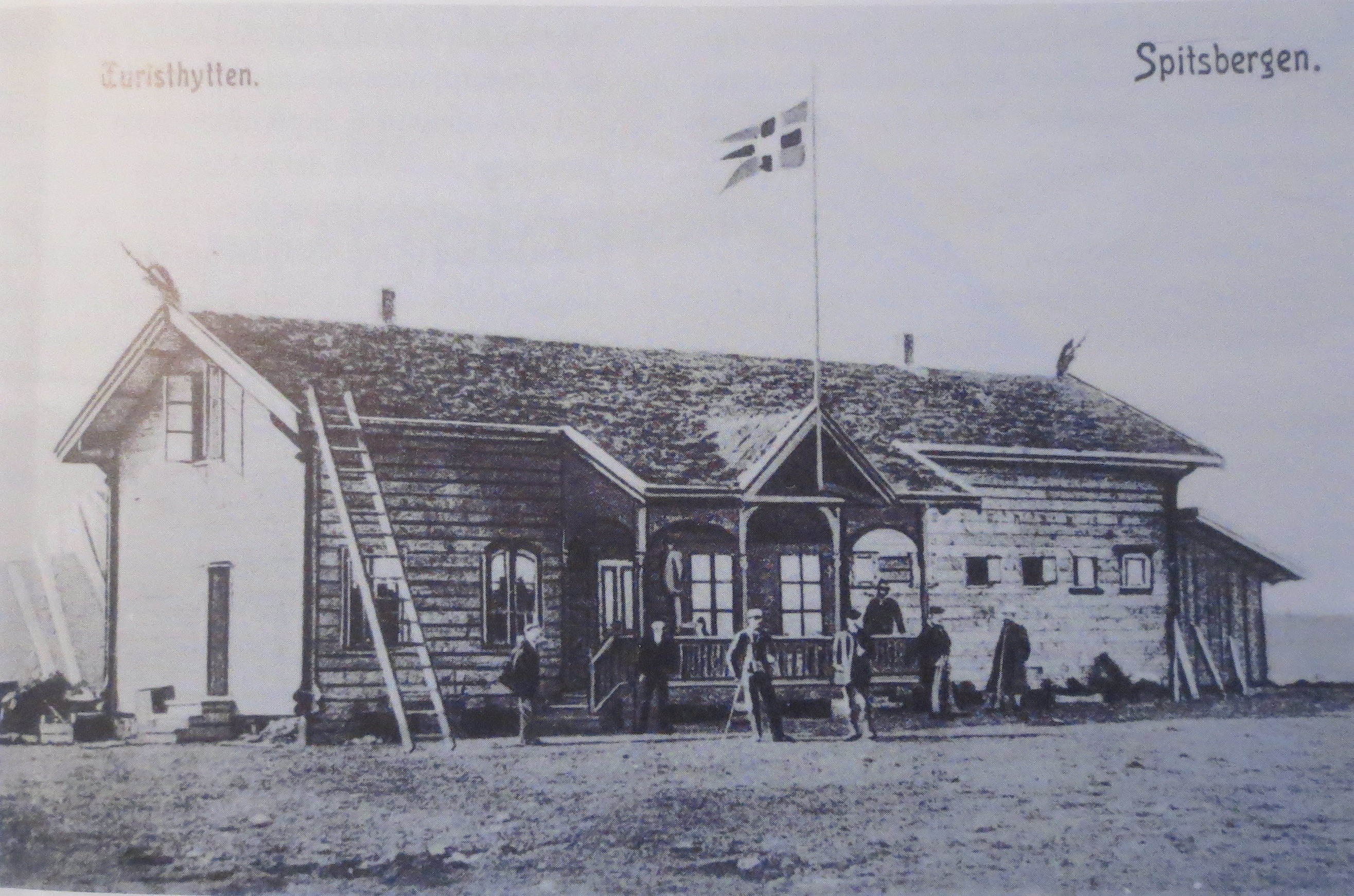
Vesteraalens Dampskibsselskabs turisthotell på Hotellneset, 1908

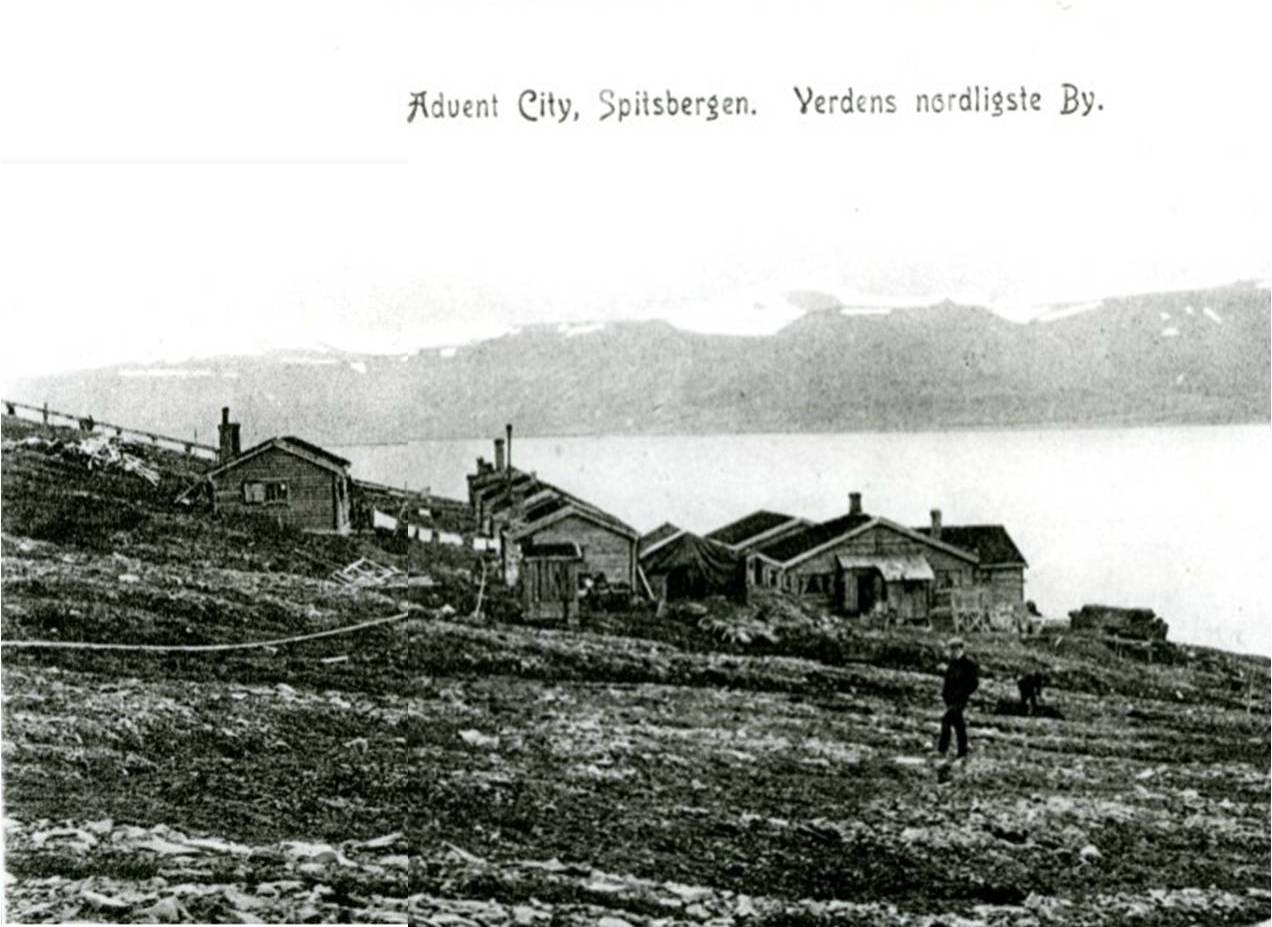
Advent City på Revneset, ett brittiskt gruvsamhälle i drift 1905-1908

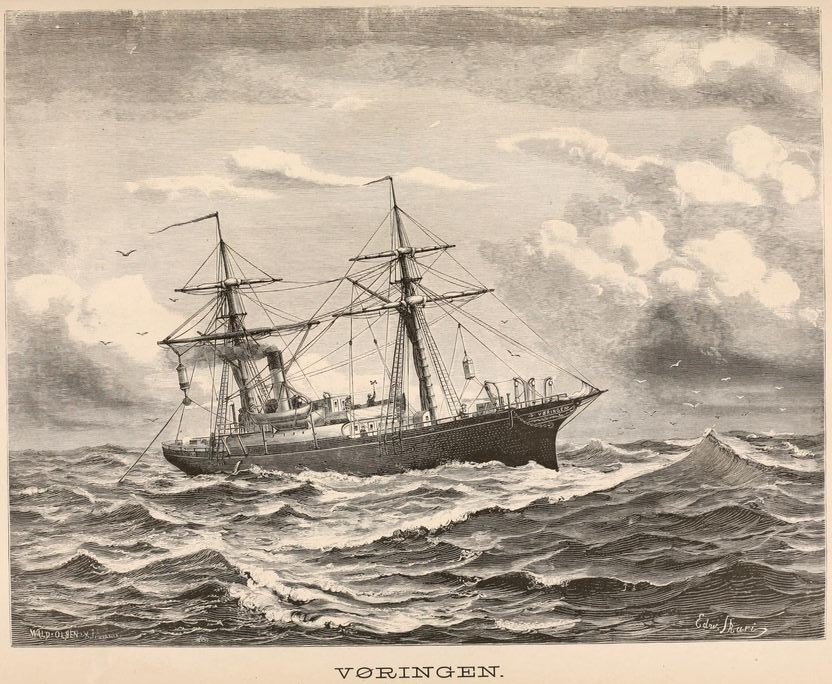
Norske Nordhavsexpeditionen 1876-1878, med S/S Vøringen, som kartlade Adventfjorden.

Adventfjorden är en åtta kilometer lång och 3,5 kilometer bred fjord i förlängningen av Adventdalen, som utmynnar i Isfjorden. Den ligger vid Longyearbyen på Spetsbergen i Svalbard. Ytterst i fjorden på nordvästra sidan ligger Hotellneset med kollager, utlastningskaj och Svalbards flygplats. Ytterst i fjorden på östsidan ligger Revneset, där det tidigare gruvsamhället Advent City låg.
Fjordens namn är en förvrängning av det engelska namnet Adventure Bay. Detta kommer troligen från det brittiska valfångstfartyget Adventure, som sökte hamn i Isfjorden 1656.

## Historik
Adventfjorden var på 1600-talet en av flera tillflyktshamnar för fångstskutor, och också ett av ryssar använt område för jakt på land sedan 1800-talet. De inre fjordarna på västra Spetsbergen var ofta isfria också om vintern. De äldsta lämningarna är från andra hälften av 1800-talet, men ögonvittnesskildringar av pomorbyggnader antyder att pomorer kan ha bedrivit jakt med Hotellneset som bas. Ishavsskepparen Søren Zachariassen från Tromsø besökte Hotellneset första gången 1862 och berättade att det fanns ett pomor-ryskt fångsthus där. 
Norska och tyska fartyg med turister började segla till Spetsbergen på 1890-talet. Richard With var en pionjär, och Vesteraalens Dampskibsselskab startade 1896 sexveckorsturer sommartid från Hammerfest och byggde också ett turisthotell på Hotellneset, så att passagerarna kunde jaga i Adventdalen, eller delta i fjordturer, i avvaktan på retursegling nästkommande vecka.
Från 1900 skeppades det ut mindre mängder kol. Etableringen av Longyearbyen ledde till regelbunden fartygstrafik på Adventfjorden. Företaget A/S De Norske Kulfelter drev också gruvor i Hiorthhamn från 1917, och på 1920-talet var det omfattande gruvdrift också i Longyeardalen.
Det finns flera kajanläggningar på Adventfjordens sydsida: Sjøområdet vid Longyearälvens utlopp är äldst. Väster om älvdeltat ligger den gamla kolhamnen med fast kajplats for Sysselmannenss tjänstefartyg M/S Polarsyssel och universitetscentrets forskningsfartyg. Längre åt nordväst ligger last- och kryssningsfartygshamnen vid Longyear Energiverk, där det lossas styckegods och där turistbåtar, hamnbåtar och Kystvakten har fasta förtöjningsplatser. Längst åt nordväst ligger kolhamnen på Hotellneset. Longyearbyens hamn ägs av Longyearbyens lokalstyre.
År 2003 invigdes en fiberkabel mellan Harstad på norska fastlandet och Longyearbyen i Svalbard.

## Forskning
Flera stormakter i Europa inledde en intensiv kartläggnings- och forskningsverksamhet från 1700-talet, men intresset låg då framför allt på andra områden än Isfjorden. Ett tidigt undantag var Svenska Spetsbergenexpeditionen 1864 under Adolf Erik Nordenskiöld, som undersökte Isfjordens geologi i närheten av Kap Thordsen. Norska Nordhavsexpeditionen 1876–1878 under Georg Ossian Sars och Henrik Mohn utforskade Adventfjorden systematiskt. Även om huvudmålet för denna expedition rörde fiske, bedrevs också annan grundforskning.
År 1896 företog lektorn E. Jørgensen en botanisk expedition till Adventfjorden och Sassenfjorden, på uppdrag av Bergens Museum. Den brittiske forskningsresanden William Martin Conway genomförde en expedition uppåt Adventdalen samma år. Under 1900-talet har fjorden regelmässigt besökts av forskningsexpeditioner, där huvudvikten i början lades på botanik och geologi på land, snarare än marinbiologi eller oceanografi.

## Geologi och landformer

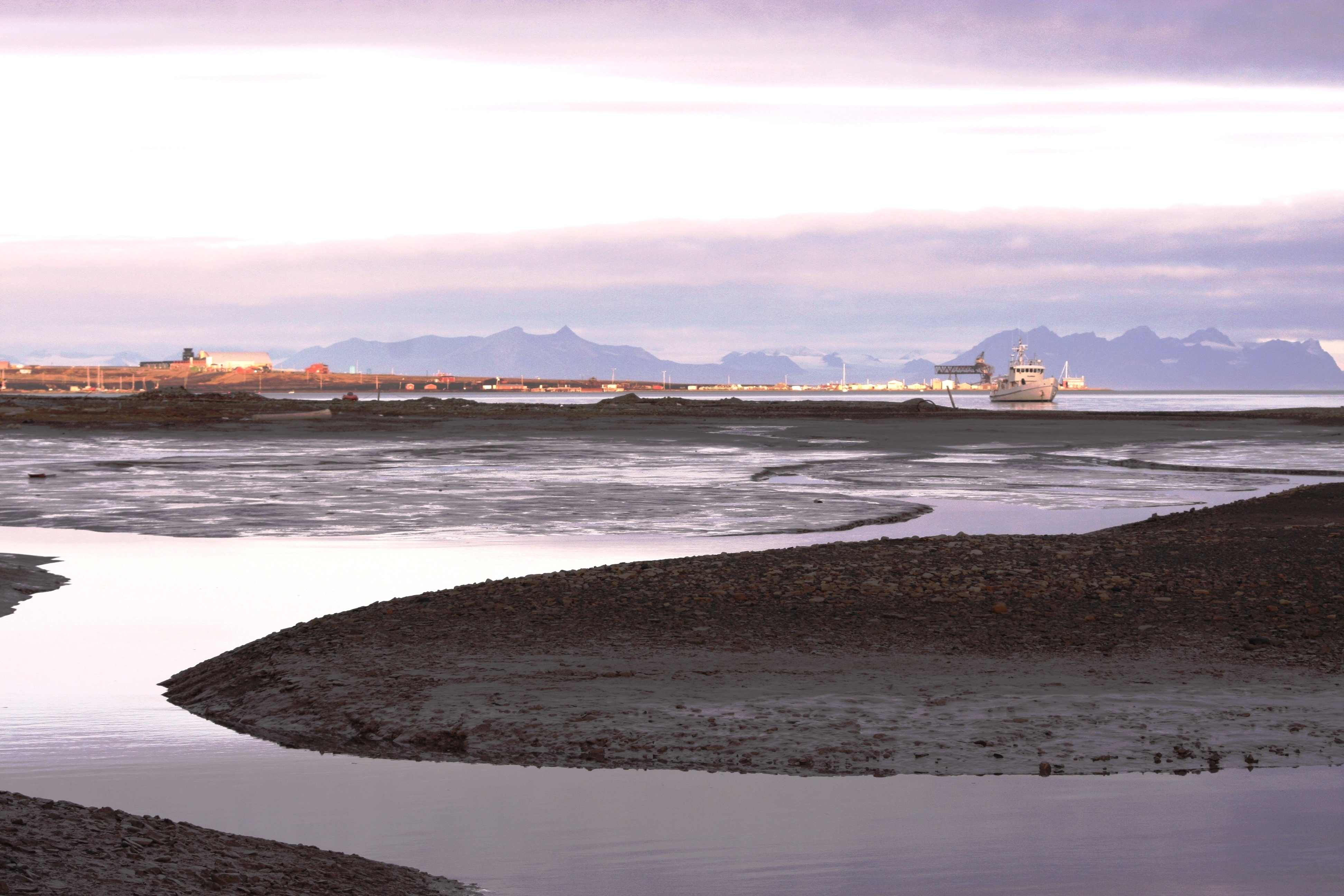
Adventälvens utlopp skapar store tidvattenbassänger med slam som ger goda livsbetingelser för alger, kräftdjur och vadarfåglar.

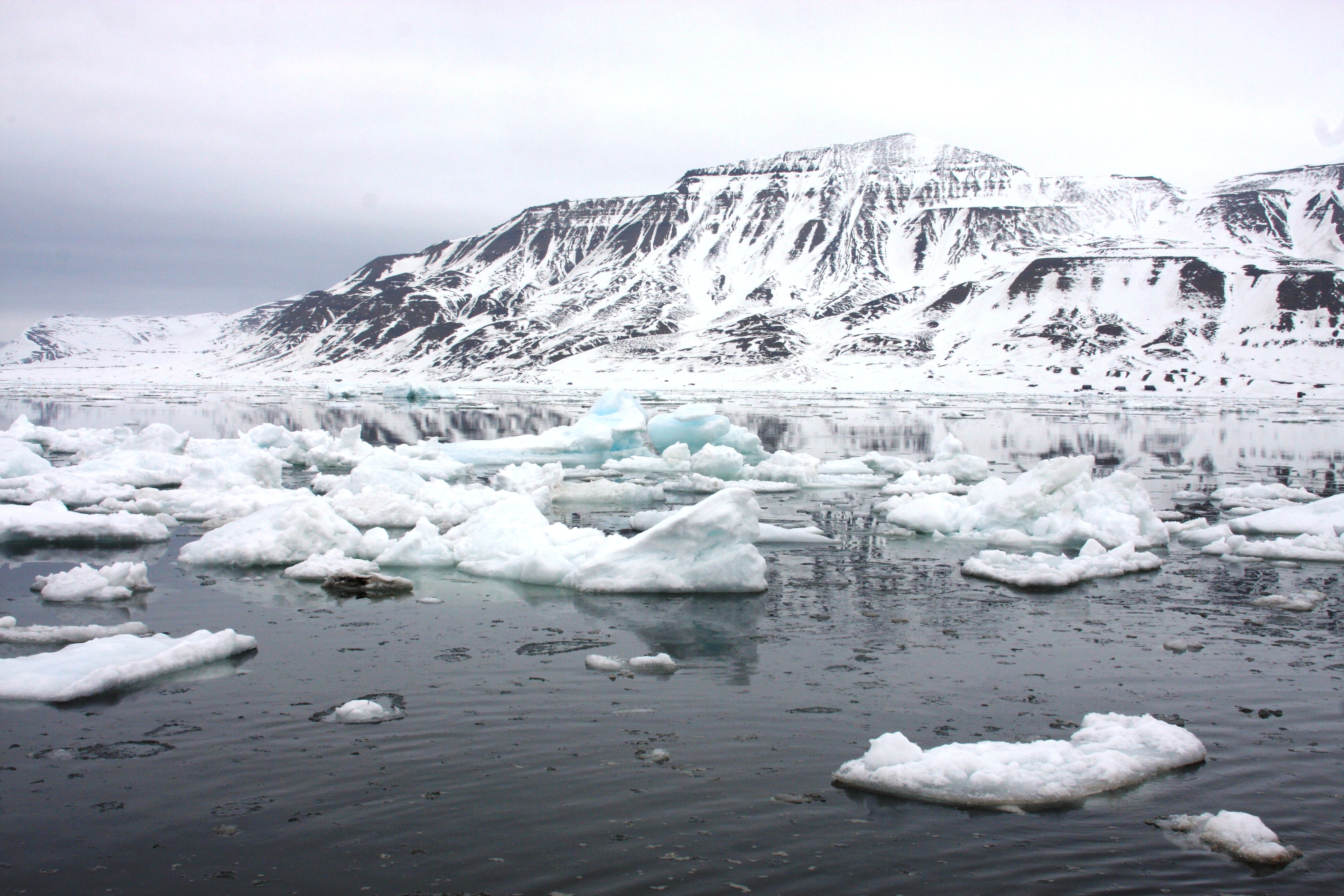
Adventfjorden i april 2011, med ganska litet istäcke, såsom numera är det vanliga.

På mitten av Västspetsbergen bildades det kol, vilken är uppemot 65 miljoner år gammal. Därmed har Isfjorden-bassängen några av de yngsta kända kollagren. I dagens kolfält finns det lager från Krita och paleogen period, som utnyttjas i fem flötsar. Den mellersta så kallade Longyearbyen-flötsen ligger ända fram till Barentsburg. De översta, tunna flötsarna kommer från torv i älvdalarna och försök har också gjorts att bryta dem. Kolförekomsten i Pyramiden tillhör långt äldre lager av förkolnad sumpskog från karbontiden. Kollagren ligger horisontellt vid Longyearbyen, men vertikalt vid Barentsburg.
Adventfjorden tillkom genom erosion under miljoner år. Geologin är ung. Äldst är de drygt 100 miljoner år gamla lagren av sandsten, skiffer och kol från kritaperioden i norr vid Revneset. 
För 20 000 år sedan var Isfjorden en stor, smältisälv, medan en stor glaciär fyllde Adventdalen. Denna glaciär hade för 10 000 år sedan dragit sig tillbaka inåt dalen, och dagens fjord tillfördes smältvatten och avlagringar österifrån. Fjorden var kanske 60 meter djupare än idag. 
Fjorden är grund vid utloppet av tillförselälvarna, med en stor, näringsrik tidvattenzon, som är omkring 700 meter bred.